# Lucas Barrera
Lucas Barrera (nacido como Lucas Barrera Fernández, el 13 de enero de 1982 en Valencia, España es un escritor y cineasta especializado en novela histórica y de misterio

## Reseña biográfica
Licenciado en Comunicación Audiovisual, desarrolla su carrera en cine, publicidad y medios de comunicación. Se especializa en los departamentos de dirección, cámara y guion.
En 2014 da el salto a la literatura con su primera novela "La suerte de las Marionetas", la cual se situó en las listas de los más vendidos del año.
Ha desarrollado su carrera literaria compaginando el mundo editorial con la auto publicación.
Actualmente compatibiliza su trabajo audiovisual con la escritura.

## Obras publicadas
La Suerte de las Marionetas (2014)
De la piel del Diablo (2015)  From the Devil´s Skin (2017)  La Pelle del Diavolo (2017)
In Articulo Mortis (2016)
El Resureccionista (2021)

## Premios
https://forolibro.com/2021/12/31/premios-forolibro-2021/